# Palo, Gällivare kommun

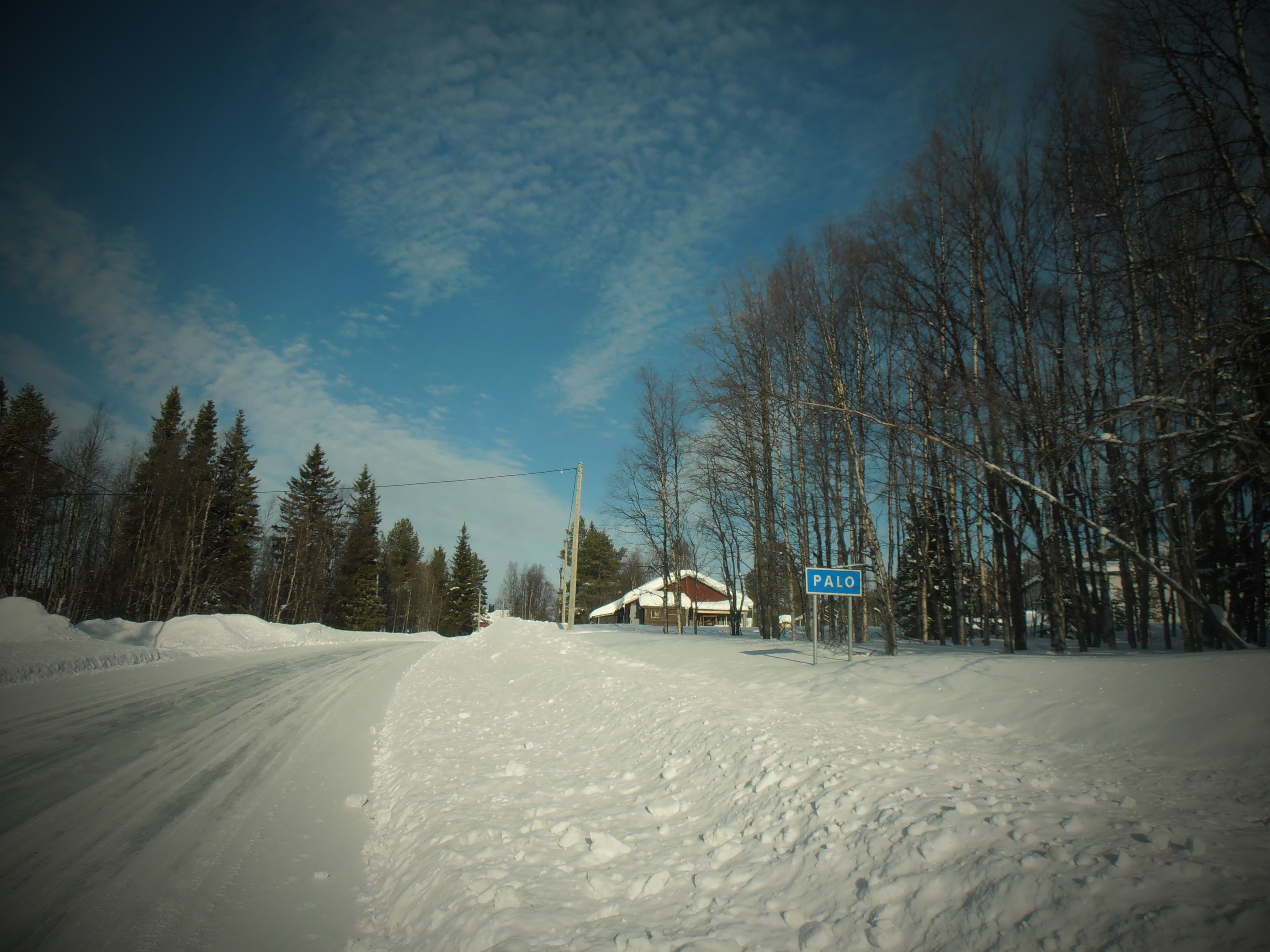
Palo i mars 2017.

Palo är en ort i Gällivare kommun, Norrbottens län. I mars 2017 hade orten enligt Ratsit tre invånare över 16 år registrerade med orten som adress.